# Canton de Roulans
Le canton de Roulans est une ancienne division administrative française, située dans le département du Doubs et la région Franche-Comté.

## Historique
Par décret royal du 17 juillet 1819, les communes de la Chevillotte, de Gennes, de Mamirolles, de Le Gratteris, de Montfaucon, de Morre et de Saône faisant alors partie du canton de Roulans, arrondissement de Baume, département du Doubs seront distraites de ce canton et réunies au canton sud de la ville de Besançon, arrondissement de Besançon

## Représentation

### Conseillers généraux de 1833 à 2015
| Période | Période      | Identité                               | Étiquette                             | Qualité |
| ------- | ------------ | -------------------------------------- | ------------------------------------- | --- |
| 1833    | 1864         | Joseph Ronnot                          |                                       | Notaire, maire de Roulans |
| 1864    | 1883         | Baron Joseph Edmond Daclin (1826-1887) | Droite                                | Conseiller à la Cour de Besançon                                                                                                  |
| 1883    | 1901         | Alfred Rambaud                         | Républicain                           | Enseignant et historien Sénateur (1895-1903) Ministre (1896-1898)                                                                 |
| 1901    | 1907 (décès) | Jean Bernard                           | Rad.                                  | Avocat Député (1878-1889) Sénateur (1889-1907) Maire de Baume-les-Dames                                                           |
| 1908    | 1913         | Maurice Bernard (fils du précédent)    | Rad.                                  | Professeur à la Faculté de Droit de Grenoble                                                                                      |
| 1913    | 1940         | Léon Piquard                           | Union Nationale Républicaine puis PSF | Médecin à Roche-lez-Beaupré |
|         |              |                                        |                                       | |
| 1943    | 1945         | Auguste Bernard                        |                                       | Avocat Maire de Bouclans Membre de la Commission administrative départementale (1940-1943) Nommé conseiller départemental en 1943 |
|         |              |                                        |                                       | |
| 1945    | 1955         | Paul Fort                              | PRL puis DVD                          | Maire de Gonsans |
| 1955    | 1973         | Roger Clerget                          | RI                                    | Maire de Dammartin-les-Templiers                                                                                                  |
| 1973    | 1992         | Pierre Grandjacquet                    | UDR puis RPR                          | Maire de Nancray |
| 1992    | 1998         | Jean-François Brahier                  | DVD                                   | Exploitant agricole Maire-adjoint de Pouligney                                                                                    |
| 1998    | 2011         | Yannick Dessent                        | UMP puis DVD                          | Chef d'entreprise Maire de Laissey de 1989 à 2008                                                                                 |
| 2011    | 2015         | Claude Dallavalle                      | DVG                                   | Enseignant retraité Maire de Glamondans depuis 2001 Elu en 2015 dans le Canton de Baume-les-Dames                                 |

### Conseillers d'arrondissement (de 1833 à 1940)
Le canton de Roulans appartenait à  l'arrondissement de Baume-les-Dames jusqu'à sa disparition en 1926.
| Période                                  | Période      | Identité                         | Étiquette                    | Qualité |
| ---------------------------------------- | ------------ | -------------------------------- | ---------------------------- | --- |
| 1833                                     | 1842         | Pierre Simon (1772-1850)         |                              | Meunier à Laissey, cultivateur à Roche-lès-Clerval                                                          |
| 1842                                     | 1848         | Pierre François Gurnaud          |                              | Maire de Nancray                                                                                            |
|                                          |              |                                  |                              | |
|                                          | 1893 (décès) | Alexandre Latruffe               |                              | Propriétaire à Roulans, suppléant du juge de paix                                                           |
| 1893                                     |              | Pierre-Elie Taverdet (1839-1920) |                              | Suppléant du juge de paix, cultivateur, maire de Deluz                                                      |
|                                          |              |                                  |                              | |
| 1919                                     | 1940         | Stéphane Mathey                  | Union nationale républicaine | Maire de Naisey                                                                                             |
| 1940                                     |              |                                  |                              | Les conseils d'arrondissement ont été suspendus par la loi du 12 octobre 1940 et n'ont jamais été réactivés |
| Les données manquantes sont à compléter. |              |                                  |                              | |

## Composition
| Nom                     | Code Insee | Intercommunalité            | Superficie (km2) | Population (dernière pop. légale) | Densité (hab./km2) |
| ----------------------- | ---------- | --------------------------- | ---------------- | --------------------------------- | ------------------ |
| Roulans (chef-lieu)     | 25508      | CC du Doubs Baumois         | 8,31             | 1 126 (2014)                      | 135                |
| Bouclans                | 25078      | CC des Portes du Haut-Doubs | 24,34            | 1 085 (2015)                      | 45                 |
| Breconchaux             | 25088      | CC du Doubs Baumois         | 3,26             | 96 (2014)                         | 29                 |
| Champlive               | 25116      | CC du Doubs Baumois         | 8,20             | 259 (2014)                        | 32                 |
| Châtillon-Guyotte       | 25132      | CC du Doubs Baumois         | 4,44             | 128 (2014)                        | 29                 |
| Dammartin-les-Templiers | 25189      | CC du Doubs Baumois         | 9,91             | 223 (2014)                        | 23                 |
| Deluz                   | 25197      | CU Grand Besançon Métropole | 8,03             | 626 (2014)                        | 78                 |
| L'Écouvotte             | 25215      | CC du Doubs Baumois         | 2,16             | 94 (2014)                         | 44                 |
| Glamondans              | 25273      | CC du Doubs Baumois         | 9,76             | 204 (2014)                        | 21                 |
| Gonsans                 | 25278      | CC des Portes du Haut-Doubs | 17,29            | 573 (2014)                        | 33                 |
| Laissey                 | 25323      | CC du Doubs Baumois         | 2,86             | 448 (2014)                        | 157                |
| Naisey-les-Granges      | 25417      | CC des Portes du Haut-Doubs | 25,13            | 796 (2014)                        | 32                 |
| Nancray                 | 25418      | CU Grand Besançon Métropole | 16,48            | 1 293 (2014)                      | 78                 |
| Osse                    | 25437      | CC du Doubs Baumois         | 8,21             | 331 (2014)                        | 40                 |
| Ougney-Douvot           | 25439      | CC du Doubs Baumois         | 6,56             | 226 (2014)                        | 34                 |
| Pouligney-Lusans        | 25468      | CC du Doubs Baumois         | 11,60            | 821 (2014)                        | 71                 |
| Le Puy                  | 25474      | CC du Doubs Baumois         | 3,42             | 110 (2014)                        | 32                 |
| Saint-Hilaire           | 25518      | CC du Doubs Baumois         | 2,64             | 160 (2014)                        | 61                 |
| Séchin                  | 25538      | CC du Doubs Baumois         | 1,09             | 125 (2014)                        | 115                |
| Val-de-Roulans          | 25579      | CC du Doubs Baumois         | 2,99             | 185 (2014)                        | 62                 |
| Vauchamps               | 25587      | CC de Vaîte-Aigremont       | 2,94             | 130 (2014)                        | 44                 |
| Vennans                 | 25599      | CC du Doubs Baumois         | 1,36             | 249 (2014)                        | 183                |
| Villers-Grélot          | 25624      | CC du Doubs Baumois         | 7,02             | 155 (2014)                        | 22                 |

## Démographie
| 1962  | 1968  | 1975  | 1982  | 1990  | 1999  | 2006  | 2011  | 2012  |
| ----- | ----- | ----- | ----- | ----- | ----- | ----- | ----- | ----- |
| 4 761 | 4 900 | 5 086 | 6 310 | 6 933 | 7 615 | 8 488 | 9 068 | 9 157 |